# Cascate di Karfiguela
Le cascate di Karfiguela  sono una serie di cascate lungo il fiume Comoé nel sud-ovest del Burkina Faso. Si torvano a circa 12 chilometri a nord ovest di Banfora, e rappresentano una delle principali attrazioni turistiche della zona.
La zona delle cascate, abitata da circa 250.000 anni, costituisce un importante sito archeologico (Kalambo). Nel 1964, il sito è stato dichiarato monumento nazionale dalle autorità dello Zambia.